# Valtenberg
Der Valtenberg (obersorbisch Sokolnik) ist mit 586,4 m ü. NHN die höchste Erhebung des Lausitzer Berglands im Freistaat Sachsen.

## Entstehung des Namens
Bis ins 19. Jahrhundert war die Bezeichnung Falckenberg bzw. Falkenberg üblich, aus dieser entstand der heute gültige Name Valtenberg. Auf die Wortwurzel Falke verweist auch der obersorbische Name Sokolnik (sokol = „Falke“).

## Geographische Lage

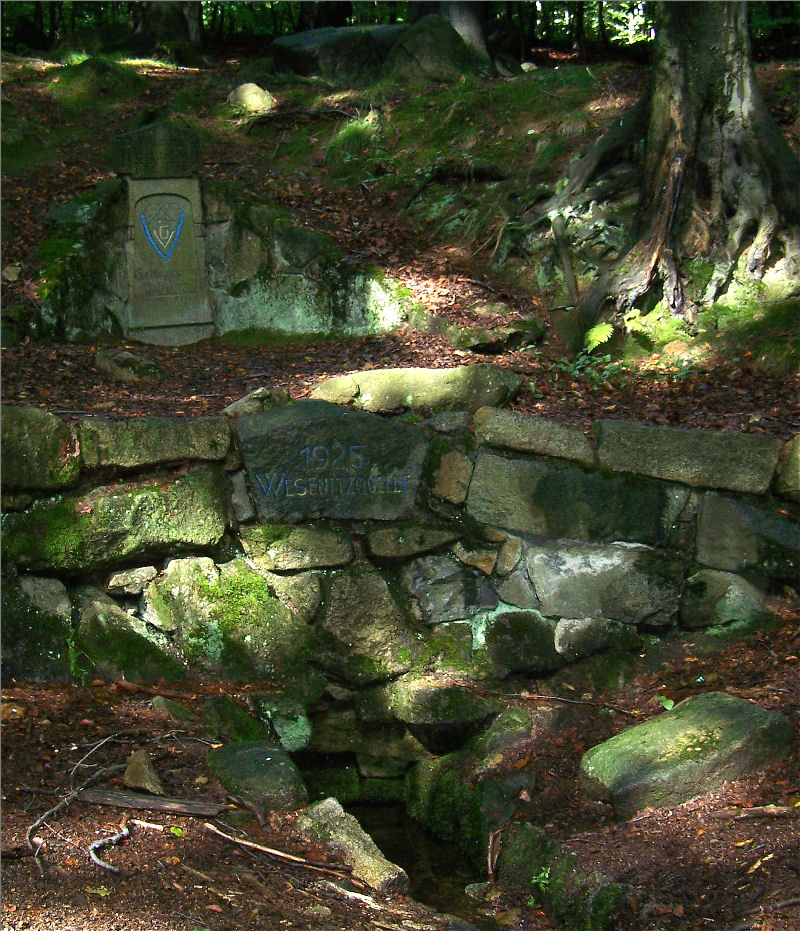
Wesenitzquelle auf dem Valtenberg, dahinter der Valentin-Erbstollen

Der Valtenberg befindet sich etwa 2,5 km südwestlich der Gemeinde Neukirch, 3,5 km südöstlich der Gemeinde Schmölln-Putzkau und 5 km nördlich von Neustadt in Sachsen. Am Gipfel treffen die Gemarkungen der drei Gemeinden zusammen. Die südliche Abdachung des Berges wird Hohwald genannt. Dort befindet sich unmittelbar an der Grenze zu Tschechien die Hohwaldklinik. Am südlichen Abhang des Berges befindet sich in einem alten Bergbaustollen die Quelle der Wesenitz, welche bei Pirna in die Elbe mündet. Der Gipfel und die Nordwestseite des Berges besteht aus Zweiglimmergranodiorit, während am Fuß Granodiorit zu finden ist.

## Geschichte
1752–1762 befand sich am Südhang der Valentin-Erbstolln am Falckenberge, wo ein Quarzgang Gegenstand eines Bergbauversuches war. Das verrollte Stollenmundloch gilt heute als Quelle der Wesenitz.
Am 1. Juli 1857 wurde der noch heute bestehende steinerne Aussichtsturm eingeweiht, der in einer Bauzeit von 150 Tagen nach Entwurf des Zittauer Architekten Carl August Schramm entstand. Der Turm wurde nach König Johann von Sachsen benannt. 1859 wurde die hölzerne Bergwirtschaft durch Brandstiftung zerstört und anschließend durch einen Massivbau aus Stein ersetzt.

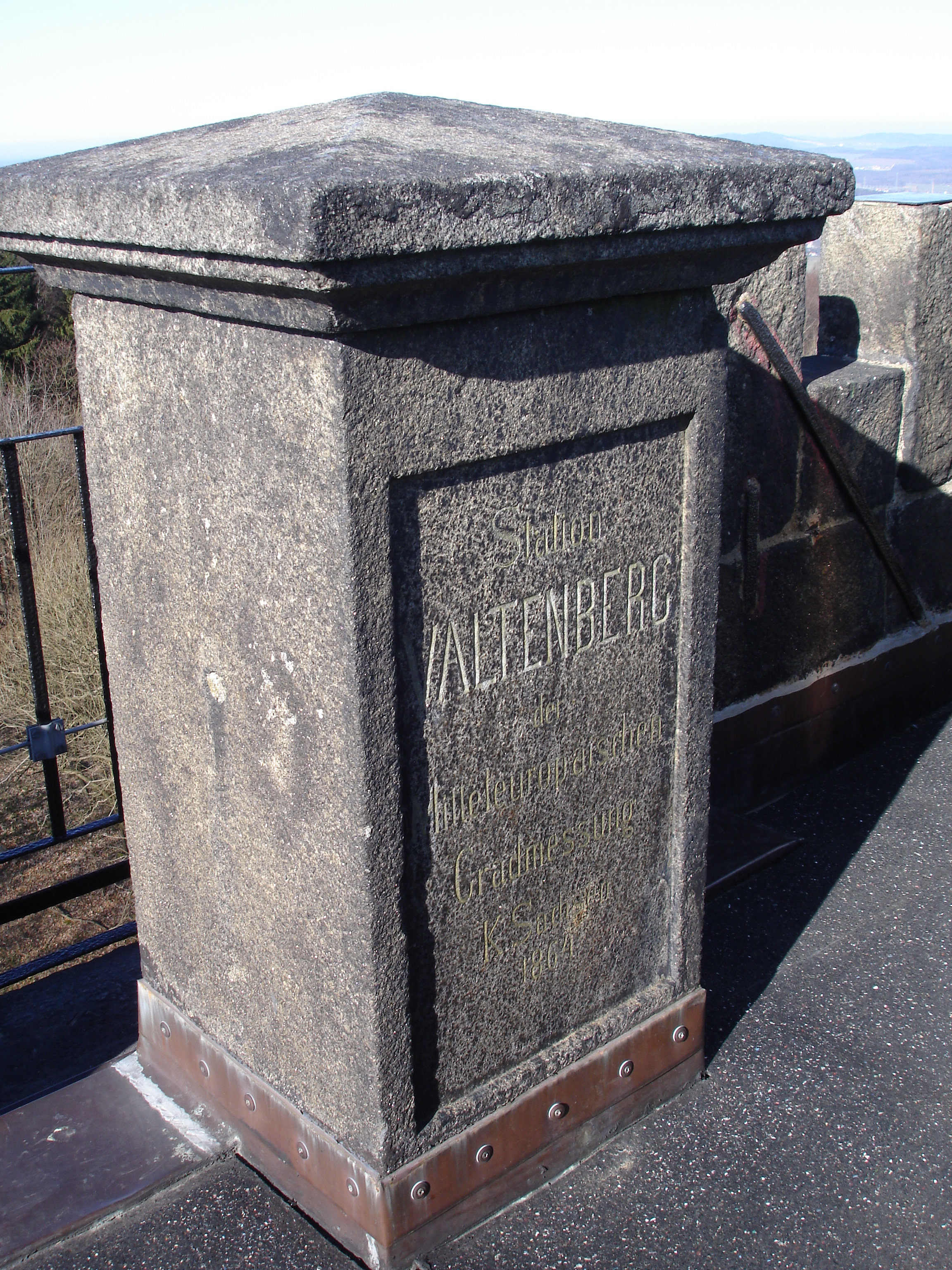
Vermessungssäule auf dem Turm

Als Station Nr. 6 Valtenberg war der Gipfel ab 1864 eine Station 1. Ordnung der Königlich-Sächsischen Triangulation. Aus diesem Grund wurde auf dem Aussichtsturm eine Vermessungssäule errichtet, die heute noch existiert. 1865 erfolgte ein erster Besuch König Johanns.
Die Wasserversorgung wurde 1938 durch eine Brunnenbohrung angestrebt. Das Berggasthaus brannte im Jahre 1951 erneut aus, wurde aber wieder aufgebaut. Die heute befindliche Gaststätte „Bergbaude Valtenberg“ wurde 1977 eröffnet. Jährlich findet auf dem Valtenberg ein Himmelfahrts- und Pfingstfest statt. 2007 wurde das 150-jährige Bestehen des König-Johann-Turms gefeiert.
In jüngerer Vergangenheit wurde der 25 Meter hohe Turm mehrfach saniert. Die erste Sanierung war nicht erfolgreich. Zwei Jahre lang, bis 2013, war der Turm wegen Schäden durch Starkregen geschlossen, der die Fugen zwischen den Granitsteinen ausgehöhlt und die Stabilität beeinträchtigt hatte. Trotz laufender juristischer Prüfung möglicher Gewährleistungsansprüche entschied sich die Gemeinde Neukirch, den Turm durch eine ortsansässige Baufirma instand  setzen zu lassen und investierte dafür rund 200.000 Euro.
Um Besucher für den Valtenberg zu gewinnen, hat die Gemeinde in Zusammenarbeit mit mehreren Unternehmen Angebote der Touristik erstellt und umgesetzt. Dazu wurde die Studie „Umweltschonende Erschließung des Valtenbergareals zur Ganzjahresnutzung“ durchgeführt.
Im Jahr 2025 wurde das Dach der Gaststätte neu gedämmt und abgedichtet, die Außenterrasse neu gemacht, sowie an der Fassade eine zusätzliche Dämmung und Holzverschalung angebracht.

## Aussicht
Vom 22 m hohen König-Johann-Turm reicht der Blick über die Oberlausitzer Berge bis zum Zittauer Gebirge und bis in das Elbsandsteingebirge und zum Kamm des Erzgebirges. Bei Fernsicht ist der Kamm von Iser- und Riesengebirge sichtbar.

## Wege zum Gipfel
Über den Berg führt eine Vielzahl von Wanderwegen. Das Wandergebiet ist aus allen Richtungen mit öffentlichen Verkehrsmitteln erreichbar.
- Der Oberlausitzer Bergweg beginnt hier, erreicht als nächstes Steinigtwolmsdorf und überschreitet Richtung Osten alle bedeutenden Lausitzer Berge.
- Der kürzeste und steilste Aufstieg beginnt am Bahnhof Neukirch West. Von dort führt eine mit grünem Strich markierte Route zum Gipfel.
- Ab Putzkau Bahnhof ist der Gipfel auf dem mit gelbem Punkt markierten Weg über den Aussichtspunkt Milchhübel zu erreichen.
- Auch die Hohwaldschänke (mit Bushaltestelle Linie 267) an der Staatsstraße Neustadt–Steinigtwolmsdorf ist ein günstiger Ausgangspunkt für eine Besteigung des Berges. Von dort folgt man einem mit blauen Strich markierten Weg.